# NBA Eastern Division
La Eastern Division è stata una delle due division della Basketball Association of America e successivamente della National Basketball Association. La division è stata creata all'inizio della stagione 1946-1947, prima stagione della neonata BAA; la division è rimasta tale anche dopo la fusione con la National Basketball League (NBL), avvenuta il 3 agosto 1949 e dalla quale è nata l'odierna NBA. La divisione è rimasta tale fino alla stagione 1970-1971 quando la NBA si è espansa, passando da 14 a 17 squadre, rendendo così obbligatorio una nuova suddivisione, creando così la Eastern e la Western conference.

## Squadre
| Squadra                                                       | Città, Stato                                  | Anno       | Da               | Anno      | A                          | Conference attuale |
| Squadra                                                       | Città, Stato                                  | Iscrizione | Iscrizione       | Abbandono | Abbandono                  | Conference attuale |
| ------------------------------------------------------------- | --------------------------------------------- | ---------- | ---------------- | --------- | -------------------------- | ------------------ |
| Baltimore Bullets                                             | Baltimora, Maryland                           | 1948       | Western Division | 1954      | Abbandono                  | —                  |
| Baltimore Bullets (ora Washington Wizards)                    | Baltimora, Maryland                           | 1966       | Western Division | 1970      | Central Division           | Atlantic Division  |
| Boston Celtics                                                | Boston, Massachusetts                         | 1946       | §                | 1970      | Atlantic Division          | Atlantic Division  |
| Cincinnati Royals (ora Sacramento Kings)                      | Cincinnati, Ohio                              | 1962       | Western Division | 1970      | Central Division           | Pacific Division   |
| Detroit Pistons                                               | Detroit, Michigan                             | 1967       | Western Division | 1970      | Midwest Division           | Central Division   |
| Milwaukee Bucks                                               | Milwaukee, Wisconsin                          | 1968       | —✝               | 1970      | Midwest Division           | Central Division   |
| New York Knicks                                               | New York City, New York                       | 1946       | §                | 1970      | Atlantic Division          | Atlantic Division  |
| Syracuse Nationals (1949–1963) Philadelphia 76ers (1963–oggi) | Syracuse, New York Philadelphia, Pennsylvania | 1949       | —*               | 1970      | Atlantic Division          | Atlantic Division  |
| Philadelphia Warriors (ora Golden State Warriors)             | Philadelphia, Pennsylvania                    | 1946       | §                | 1962      | Western Division           | Pacific Division   |
| Providence Steamrollers                                       | Providence, Rhode Island                      | 1946       | §                | 1949      | Abbandono                  | —                  |
| Toronto Huskies                                               | Toronto, Ontario                              | 1946       | §                | 1947      | Abbandono                  | —                  |
| Washington Capitols                                           | Washington D.C.                               | 1946 1948  | §                | 1947 1951 | Western Division Abbandono | —                  |

Note
- Squadra fondatrice della BAA
- ✝ indica una nuova squadra.
- * indica una squadra che proviene dalla NBL a seguito della fusione con la BAA del 1949.

## Albo d'oro NBA Eastern Division (Regular Season)
| ^ | Miglior record della stagione |

| Stagione | Squadra                | Record       | Playoff                               |
| -------- | ---------------------- | ------------ | ------------------------------------- |
| 1946–47  | Washington Capitols^   | 49–11 (.817) | Eliminata in semifinale               |
| 1947–48  | Philadelphia Warriors  | 27–21 (.563) | Perse le BAA Finals                   |
| 1948–49  | Washington Capitols    | 38–22 (.633) | Perse le BAA Finals                   |
| 1949–50  | Syracuse Nationals^    | 51–13 (.797) | Perse le NBA Finals                   |
| 1950–51  | Philadelphia Warriors  | 40–26 (.606) | Eliminata alle semifinali di division |
| 1951–52  | Syracuse Nationals     | 40–26 (.606) | Perse le Division Finals              |
| 1952–53  | New York Knicks        | 47–23 (.671) | Perse le NBA Finals                   |
| 1953–54  | New York Knicks        | 47–23 (.671) | Eliminata alle semifinali di division |
| 1954–55  | Syracuse Nationals^    | 43–29 (.597) | Perse le Division Finals              |
| 1955–56  | Philadelphia Warriors^ | 45–27 (.625) | Vinte le NBA Finals                   |
| 1956–57  | Boston Celtics^        | 44–28 (.611) | Vinte le NBA Finals                   |
| 1957–58  | Boston Celtics^        | 49–23 (.681) | Perse le NBA Finals                   |

| Stagione | Squadra             | Record       | Playoff                               |
| -------- | ------------------- | ------------ | ------------------------------------- |
| 1958–59  | Boston Celtics^     | 52–20 (.722) | Vinte le NBA Finals                   |
| 1959–60  | Boston Celtics^     | 59–16 (.787) | Vinte le NBA Finals                   |
| 1960–61  | Boston Celtics^     | 57–22 (.722) | Vinte le NBA Finals                   |
| 1961–62  | Boston Celtics^     | 60–20 (.750) | Vinte le NBA Finals                   |
| 1962–63  | Boston Celtics^     | 58–22 (.725) | Vinte le NBA Finals                   |
| 1963–64  | Boston Celtics^     | 59–21 (.738) | Vinte le NBA Finals                   |
| 1964–65  | Boston Celtics^     | 62–18 (.775) | Vinte le NBA Finals                   |
| 1965–66  | Philadelphia 76ers^ | 55–25 (.688) | Perse le Division Finals              |
| 1966–67  | Philadelphia 76ers^ | 68–13 (.840) | Vinte le NBA Finals                   |
| 1967–68  | Philadelphia 76ers^ | 62–20 (.756) | Perse le Division Finals              |
| 1968–69  | Baltimore Bullets^  | 57–25 (.695) | Eliminata alle semifinali di division |
| 1969–70  | New York Knicks^    | 60–22 (.732) | Vinte le NBA Finals                   |

### Vittorie per franchigia
| Squadra                                 | Vittoria | Stagioni vincenti                                                               |
| --------------------------------------- | -------- | ------------------------------------------------------------------------------- |
| Boston Celtics                          | 9        | 1956–57, 1957–58, 1958–59, 1959–60, 1960–61, 1961–62, 1962–63, 1963–64, 1964–65 |
| Syracuse Nationals / Philadelphia 76ers | 6        | 1949–50, 1951–52, 1954–55, 1965–66, 1966–67, 1967–68                            |
| Philadelphia Warriors                   | 3        | 1947–48, 1950–51, 1955–56                                                       |
| New York Knicks                         | 3        | 1952–53, 1953–54, 1969–70                                                       |
| Washington Capitols                     | 2        | 1946–47, 1948–49                                                                |
| Baltimore Bullets                       | 1        | 1968–69                                                                         |

## Risultati per stagione
| Legenda | Legenda                                                      |
| ------- | ------------------------------------------------------------ |
| ^       | Indica una squadra che ha vinto le BBA / NBA Finals          |
| +       | Indica una squadra che ha perso le BAA / NBA Finals          |
| *       | Indica una squadra che si è qualificata per gli NBA Playoffs |

| Stagione | Squadra (record)      | Squadra (record)      | Squadra (record)      | Squadra (record)      | Squadra (record)     | Squadra (record)   | Squadra (record)  |
| Stagione | 1ª                    | 2ª                    | 3ª                    | 4ª                    | 5ª                   | 6ª                 | 7ª                |
| --- | --------------------- | --------------------- | --------------------- | --------------------- | -------------------- | ------------------ | ----------------- |
| 1946: la Eastern Division era formata da sole sei squadre. |                       |                       |                       |                       |                      |                    |                   |
| 1946–47 | Washington* (49–11)   | Philadelphia^ (35–25) | New York* (33–27)     | Providence (28–32)    | Boston (22–38)       | Toronto (22–38)    |                   |
| 1947: i Toronto Huskies hanno abbandonato il torneo dopo la regular season, mentre i Washington Capitols hanno lasciato per passare alla Western Division. |                       |                       |                       |                       |                      |                    |                   |
| 1947–48 | Philadelphia+ (27–21) | New York* (26–22)     | Boston* (20–28)       | Providence (6–42)     |                      |                    |                   |
| 1948: i Washington Capitols ritornano della Eastern division, mentre Baltimore Bullets si trasferiscono nella Western Division. |                       |                       |                       |                       |                      |                    |                   |
| 1948–49 | Washington+ (38–22)   | New York* (32–28)     | Baltimore* (29–31)    | Philadelphia* (28–32) | Boston (25–35)       | Providence (12–48) |                   |
| 1949: i Providence Steamrollers hanno abbandonato il torneo dopo la regular season, mentre i Syracuse Nationals passano alla National Basketball League (NBL). |                       |                       |                       |                       |                      |                    |                   |
| 1949–50 | Syracuse+ (51–13)     | New York* (40–28)     | Washington* (32–36)   | Philadelphia* (26–42) | Baltimore (25–43)    | Boston (22–46)     |                   |
| 1950–51 | Philadelphia* (40–26) | Boston* (39–30)       | New York+ (36–30)     | Syracuse* (32–34)     | Baltimore (24–42)    | Washington (10–25) |                   |
| 1951: i Washington Capitols lasciano il torneo a stagione in corso. |                       |                       |                       |                       |                      |                    |                   |
| 1951–52 | Syracuse* (40–26)     | Boston* (39–27)       | New York+ (37–29)     | Philadelphia* (33–33) | Baltimore (20–46)    |                    |                   |
| 1952–53 | New York+ (47–23)     | Syracuse* (47–24)     | Boston* (46–25)       | Baltimore* (16–54)    | Philadelphia (12–57) |                    |                   |
| 1953–54 | New York* (47–23)     | Boston* (42–30)       | Syracuse+ (42–30)     | Philadelphia (29–43)  | Baltimore (16–56)    |                    |                   |
| 1954: i Baltimore Bullets abbandonano il torneo a stagione in corso. |                       |                       |                       |                       |                      |                    |                   |
| 1954–55 | Syracuse^ (43–29)     | New York* (38–34)     | Boston* (36–36)       | Philadelphia (33–39)  |                      |                    |                   |
| 1955–56 | Philadelphia^ (45–27) | Boston* (39–33)       | Syracuse* (35–37)     | New York (35–37)      |                      |                    |                   |
| 1956–57 | Boston^ (44–28)       | Syracuse* (38–34)     | Philadelphia* (37–35) | New York (36–36)      |                      |                    |                   |
| 1957–58 | Boston+ (49–23)       | Syracuse* (41–31)     | Philadelphia* (37–35) | New York (35–37)      |                      |                    |                   |
| 1958–59 | Boston^ (52–20)       | New York* (40–32)     | Syracuse* (35–37)     | Philadelphia (32–40)  |                      |                    |                   |
| 1959–60 | Boston^ (59–16)       | Philadelphia* (49–26) | Syracuse* (45–30)     | New York (27–48)      |                      |                    |                   |
| 1960–61 | Boston^ (57–22)       | Philadelphia* (46–33) | Syracuse* (38–41)     | New York (21–58)      |                      |                    |                   |
| 1961–62 | Boston^ (60–20)       | Philadelphia* (49–31) | Syracuse* (41–39)     | New York (29–51)      |                      |                    |                   |
| 1962: i Cincinnati Royals vengono spostati nella Western Division, in quanto i Philadelphia Warriors hanno cambiato sede e si sono uniti alla Western Division come San Francisco Warriors. |                       |                       |                       |                       |                      |                    |                   |
| 1962–63 | Boston^ (58–22)       | Syracuse* (48–32)     | Cincinnati* (42–38)   | New York (21–59)      |                      |                    |                   |
| 1963: i Syracuse Nationals cambiano sede e diventano i Philadelphia 76ers. |                       |                       |                       |                       |                      |                    |                   |
| 1963–64 | Boston^ (59–21)       | Cincinnati* (55–25)   | Philadelphia* (34–46) | New York (22–58)      |                      |                    |                   |
| 1964–65 | Boston^ (62–18)       | Cincinnati* (48–32)   | Philadelphia* (40–40) | New York (31–49)      |                      |                    |                   |
| 1965–66 | Philadelphia* (55–25) | Boston^ (54–26)       | Cincinnati* (45–35)   | New York (30–50)      |                      |                    |                   |
| 1966: i Baltimore Bullets passano alla Western Division. |                       |                       |                       |                       |                      |                    |                   |
| 1966–67 | Philadelphia^ (68–13) | Boston* (60–21)       | Cincinnati* (39–42)   | New York* (36–45)     | Baltimore (20–61)    |                    |                   |
| 1967: i Detroit Pistons si uniscono alla Western Division. |                       |                       |                       |                       |                      |                    |                   |
| 1967–68 | Philadelphia* (62–20) | Boston^ (54–28)       | New York* (43–39)     | Detroit* (40–42)      | Cincinnati (39–43)   | Baltimore (36–46)  |                   |
| 1968: una nuova squadra, i Milwaukee Bucks, si uniscono alla Eastern Division. |                       |                       |                       |                       |                      |                    |                   |
| 1968–69 | Baltimore* (57–25)    | Philadelphia* (55–27) | New York* (54–28)     | Boston^ (48–34)       | Cincinnati (41–41)   | Detroit (32–50)    | Milwaukee (27–55) |
| 1969–70 | New York^ (60–22)     | Milwaukee* (56–26)    | Baltimore* (50–32)    | Philadelphia* (42–40) | Cincinnati (36–46)   | Boston (34–48)     | Detroit (31–51)   |
| 1970: la NBA divide il campionato in Eastern e Western conference. I Boston Celtics, New York Knicks ed i Philadelphia 76ers si spostano nella Atlantic Division, mentre i Baltimore Bullets ed i Cincinnati Royals passano alla Central Division, infine i Detroit Pistons ed i Milwaukee Bucks passano alla Midwest Division. |                       |                       |                       |                       |                      |                    |                   |

## Albo d'oro NBA Eastern Division (Playoffs)
| Stagione | Squadra               |
| -------- | --------------------- |
| 1947     | Philadelphia Warriors |
| 1948     | Philadelphia Warriors |
| 1949     | Washington Capitols   |
| 1950     | Syracuse Nationals    |
| 1951     | New York Knicks       |
| 1952     | New York Knicks       |
| 1953     | New York Knicks       |
| 1954     | Syracuse Nationals    |
| 1955     | Syracuse Nationals    |
| 1956     | Philadelphia Warriors |
| 1957     | Boston Celtics        |
| 1958     | Boston Celtics        |
| 1959     | Boston Celtics        |
| 1960     | Boston Celtics        |
| 1961     | Boston Celtics        |
| 1962     | Boston Celtics        |
| 1963     | Boston Celtics        |
| 1964     | Boston Celtics        |
| 1965     | Boston Celtics        |
| 1966     | Boston Celtics        |
| 1967     | Philadelphia 76ers    |
| 1968     | Boston Celtics        |
| 1969     | Boston Celtics        |
| 1970     | New York Knicks       |

### Vittorie per franchigia
| Squadra                                 | Vittoria | Stagioni vincenti                                                      |
| --------------------------------------- | -------- | ---------------------------------------------------------------------- |
| Boston Celtics                          | 12       | 1957, 1958, 1959, 1960, 1961, 1962, 1963, 1964, 1965, 1966, 1968, 1969 |
| Syracuse Nationals / Philadelphia 76ers | 4        | 1950, 1954, 1955, 1967                                                 |
| New York Knicks                         | 4        | 1951, 1952, 1953, 1970                                                 |
| Philadelphia Warriors                   | 3        | 1947, 1948, 1956                                                       |
| Washington Capitols                     | 1        | 1949                                                                   |